# Ronda

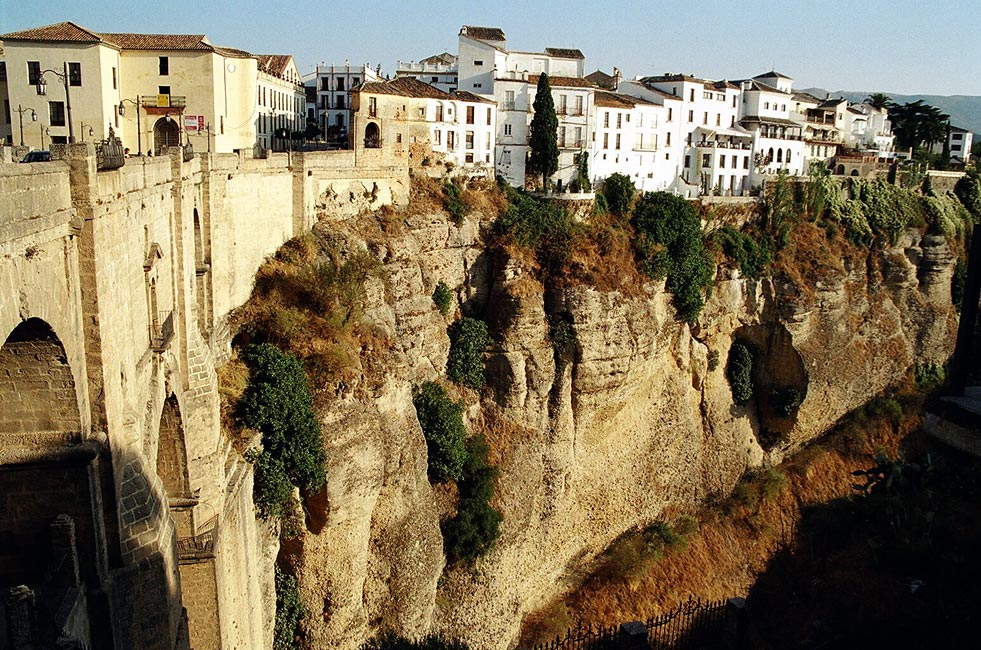
Ronda

Ronda este un oraș în sudul Spaniei, provincia Málaga, Andaluzia. Are cca 36.000 de locuitori (2011).

## Date geografice
Orașul se află la 113 km vest de capitala provinciei (Málaga) și la cca 50 km nord de litoralul Costa del Sol. Este situat la o altitudine medie de 723 m, în zona muntoasă Serrania de Ronda.
Localitatea este străbătută de râul Guadalevin care taie orașul în două, formând canionul El Tajo, cu o adâncime de peste 100 m.

## Obiective turistice
- Cele trei poduri peste canionul El Tajo, care unesc partea veche și partea nouă a orașului: "Puente Romano" ("Podul roman", "Puente San Miguel"), "Puente Viejo" ("Podul vechi", "Puente Arabe") și "Puente Nuevo" ("Podul Nou").
- Arena de coridă "Plaza de Toros de Ronda" ("Real Maestranza de Caballeria de Ronda"), inaugurată în 1785, una dintre cele mai vechi arene din Spania.
- Vestigiile maure "Baños árabes" (“Băile arabe”, din sec. XIII-XIV), moscheea arabă și "Palacio del Rey Moro". "Palacio del Rey Moro" (“Palatul regelui maur”), pe marginea canionului El Tajo, este fosta reședință a emirilor mauri care au condus emiratul de Ronda.

## Personalități născute aici
- Abbas ibn Firnas (810 - 887), inventator, om de știință arab.